# Ricardo Aleixo
Ricardo José Aleixo de Brito (Belo Horizonte, 14 de setembro 1960), é um poeta, músico, produtor cultural, artista plástico e editor brasileiro.

## Biografia
Ricardo José Aleixo de Brito, nasceu em Belo Horizonte, Minas Gerais, em 1960. É autodidata atua em diversas áreas. Estreou em 1992, com o livro Festim. Em Belo Horizonte é curador do Festival de Arte Negra (FAN), coordenador de projetos culturais (30 Anos da Semana Nacional de Poesia de Vanguarda, Tricentenário de Zumbi e a Bienal Internacional de Poesia). Faz curadoria de diversas exposições (Sebastião Nunes: 30 Anos de Guerrilha Cultural e Estética de Provocação. Com Adyr Assumpção (1958) montou vários espetáculos multimeios como Jogo de Guerra - Malês, em 1990, Desconcerto Grosso - Poemas de Gregório de Matos, em 1996, e Canudos, Sertão da Bahia, 1897, em 1997. Edita a revista Roda - Arte e Cultura do Atlântico Negro, pela Fundação Municipal de Cultura de Belo Horizonte. Seus poemas revelam forte afinidade com o movimento concretista e com a etnopoesia. Com visão crítica da realidade,  faz poesia social, mordaz, seca e irônica. Junta-se a isso seu trabalho de agitador cultural que leva a poesia à integração com outras formas de arte como o teatro, a música e a dança.
Ricardo Aleixo ocupa a cadeira 31 da Academia Mineira de Letras, sucedendo Rui Mourão.

## Principais obras
- Modelos vivos (2010)
- Mundo palavreado (2013)
- Pesado demais para a ventania (2018)
- Extraquadro (2021)